# Эбаноидзе, Теймураз Юзович
Теймураз Юзович Эбаноидзе (род. 5 июня 1957, Маяковский, Имеретия) — советский футболист, нападающий.
Воспитанник ФШМ Тбилиси, тренер Владимир Элошвили. В 1976—1978 годах играл за дубль «Динамо» Тбилиси, за основной состав провёл один матч — 6 апреля 1977 года в домашнем матче чемпионата СССР против «Зенита» (0:0) был заменён после перерыва. В дальнейшем играл за команды первой лиги «Торпедо» Кутаиси (1978—1980) и «Гурия» Ланчхути (1981—1986). Завершил карьеру в команде второй лиги «Шевардени» Тбилиси.